# Solfibbla
Solfibbla (Andryala integrifolia) är en växt. 
Dess naturliga utbredningsområde är medelhavsländerna och den blommar framför allt i augusti. 